# Jarque de la Val
Jarque de la Val és un municipi d'Aragó, situat a la província de Terol i enquadrat a la comarca de la Conques Mineres.